# Tongdian
El Tongdian (en chino, 通典; Wade-Giles, T'ung-tien; literalmente, "Instituciones integrales") es un texto chino de historia institucional y enciclopedia. Abarca una panoplia de temas desde la alta antigüedad hasta el año 756, mientras que una cuarta parte del libro se centra en la dinastía Tang (618-907). 
Como estudio de las instituciones sociales, políticas y instituciones sociales, políticas y culturales de la historia china, el Tongdian fue diseñado como una amplia guía de referencia para los funcionarios eruditos del reino. Además, sirvió durante mucho tiempo de modelo para la compilación de enciclopedias chinas. 
La obra fue escrita por Du You entre 766 y 801. Contiene 200 volúmenes y alrededor de 1,7 millones de palabras, y a veces se considera el texto contemporáneo más representativo de la dinastía Tang. Du You también incorporó muchos materiales de otras fuentes, incluido un libro escrito por su sobrino, Du Huan, que fue hecho cautivo en la famosa batalla del río Talas entre Tang y los árabes en 751 y no regresó a China hasta diez años después. Se convirtió en modelo para las obras de los eruditos Zheng Qiao y Ma Duanlin siglos más tarde.

## Contexto histórico
Durante este periodo el Imperio se recuperó parcialmente tras la desastrosa Rebelión de An Lushan (755-763 d. C.). Los eruditos como Du You consideraron que un análisis ponderado de las instituciones sociales, instituciones sociales, políticas y culturales de la historia china era crucial para comprender y afrontar los retos de su época. 
En sus escritos, Du You defendía la opinión tradicional confuciana de que el pasado sirve de guía para el presente. Sin embargo, en una postura no confuciana, Du argumentó que la emulación de la alta antigüedad es insuficiente y que las instituciones sociales y políticas deben cambiar con los tiempos.
Robert G. Hoyland relata que el primer borrador del Tongdian era una "historia de las instituciones humanas desde los tiempos más remotos hasta el reinado del emperador Xuanzong de Tang", y que posteriormente se revisó a medida que los asuntos seguían evolucionando. Incorpora partes del Zhengdian de Liu Zhi y de las Grandes Regulaciones Rituales Tang de la Era Kaiyuan compiladas por Xiao Song y otros en 732. El Tongdian nunca se incluyó en el canon de las Veinticuatro Historias. Sin embargo, se citó ampliamente en varios libros que sí lo fueron, empezando por el Libro Antiguo de Tang.

## Enfoque social y político
Aunque el Tongdian hace frecuentes referencias al cultivo de la moral y la armonía confuciana, el foco del texto es social, político, económico y pragmático, más que filosófico o doctrinal. Du You no incluyó amplios relatos sobre cosmología y metafísica o juicio histórico moralista. El texto presenta una visión de la historia humana conformada en gran medida por sus instituciones sociales y políticas. 
El valor fundamental en esta enciclopedia es el orden social y político y las formulaciones institucionales necesarias para alcanzarlo. En su capítulo inicial sobre asuntos económicos, Du You observó que la primera prioridad en la gobernanza es la edificación del pueblo. Esta edificación depende de que el pueblo disponga de alimentos y ropa suficientes. Sin embargo, más allá de estas necesidades humanas básicas, Du You enfatizaba fuertemente el ritual: las ceremonias y protocolos de la corte y la sociedad. Cien capítulos (la mitad de la enciclopedia) están dedicados las prescripciones rituales desde la antigüedad hasta el siglo VIII. Se incluyen aquí importantes comentarios sobre textos rituales antiguos que ya no existen en otros lugares. Una gran parte de la sección ritual del Tongdian se centra en las prescripciones actuales. Gran parte fue tomada directamente del código ritual oficial Tang, el Kaiyuan Li (Rituales del Reino Kaiyuan), compilado en 732.

## Contenido
1. 食貨典 Alimentos y Productos Básicos (Economía o Shihuo, capítulos 1-12)
  - Temas de gestión económica como tenencia y organización de la tierra, fluctuación y registro de la población, distintas formas de tributación del dinero y la moneda, el transporte por canal y los monopolios estatales de la sal y el hierro.
2. 選舉典 Selección del Servicio Civil (Keju, capítulos 13-18)
  - Descripción de los sistemas de selección de funcionarios, dinastía por dinastía, seguida de resúmenes de los diversos debates sobre la selección de funcionarios.
3. 職官典 Burocracia (Oficinas Gubernamentales o Zhiguan, capítulos 19-40)
  - Un estudio de los distintos cargos oficiales y oficinas, el significado cambiante de los títulos en las distintas épocas y la asignación de rangos e indemnizaciones por servicio. Esta sección incluye tanto la burocracia civil y militar como las administraciones centrales y provinciales.
4. 禮典 Ritos (Li, capítulos 41-140)
  - Un amplio resumen de las ceremonias rituales y las obligaciones de la familia imperial, la corte y los altos funcionarios y las familias de todo el imperio. Las prescripciones incluyen actuaciones rituales, vestimenta y ornamentación, transporte, calendario estacional de actividades y arreglos para nacimientos, bodas y fiestas. Las ceremonias rituales y las obligaciones protocolarias de la familia imperial, la corte y los altos funcionarios, y las familias de todo el imperio, matrimonio, enfermedad, muerte y veneración de los antepasados.
5. 樂典 Música (Yue, capítulos 141-147)
  - Una descripción de las teorías de la música y su lugar en la sociedad en las diferentes dinastías, los doce tonos de la música, la calibración de los instrumentos, el canto y la música ceremonial.
6. 兵典 La Guerra (Bing, capítulos 148-162)
  - Un estudio de teoría y estrategia militares.
7. 刑法典 Legislación Penal o Castigos (Xing, capítulos 163-170)
  - Una descripción de las teorías del castigo y de los sistemas penales a lo largo de las dinastías, seguido de un resumen de los debates sobre el tema.
8. 州郡典 Administración Local (Zhoujun, capítulos 171-184)
  - Una visión general de las unidades administrativas de China, con una descripción de la evolución de cada prefectura y condado.
9. 邊防典 Defensa Fronteriza (Bianfang, capítulos 185-200)
  - Descripción de las tribus y reinos de las cuatro direcciones.